# Marcia Davenport
Marcia Davenport (Nueva York, 9 de junio de 1903 - California, 16 de enero de 1996) fue una escritora y crítica de música estadounidense. Su nombre de nacimiento era Marcia Glick. Fue hija de Bernard Glick y de la cantante de ópera Alma Gluck. Más tarde su madre se casaría en segundas nupcias con el violinista  Efrem Zimbalist. 
Viajó mucho con sus padres y fue a diversas escuelas de Filadelfia, Pensilvania. Más tarde iría a la  Universidad de Grenoble.
Se casó con Fred D. Clarke. Su primer hijo nació en 1924, pero en 1925 acabaría divorciándose. 
Consiguió un trabajo con el que podría mantener a su hermana. En 1928 empezó su carrera como escritora en la revista estadounidense The New Yorker. Finalizó este periodo profesional en 1931. El 13 de mayo de 1929 se casaría en segundas nupcias con Russell Davenport, el cual pronto se convertiría en editor del Fortune Magazine. En 1934 tuvo su segunda hija. El mismo año se convirtió en la crítica de música de la revista  Stage. 
Marcia estaba ligada estrechamente al mundo de la música clásica a través de su madre y su padrastro. Sobre todo al mundo de la ópera de Europa y América en la primera mitad del siglo XX. Su primer libro fue, a su vez, la primera biografía de Wolfgang Amadeus Mozart escrita por un norteamericano. 
Su matrimonio con Russell Davenport finalizó en 1944.

## Novelas
Escribió una serie de novelas. Entre las que destacan The Valley of Decision, sobre la familia Scott. Esta novela fue un éxito de ventas. 
Un libro de memorias, Too Strong for Fantasy, escrito en 1967, describe la gente, la música, los lugares y los hechos políticos que marcaron su vida. En éstas tiene especial relevancia la trágica muerte del diplomático Jan Masaryk en el Palacio de Czernin en Praga en 1948. También hace hincapié en la relación que tuvo con Jan a lo largo de muchos años.

## Películas
Dos de las novelas que escribió se adaptaron al cine. The Valley of Decision y East Side, West Side.
The Valley of Decision, protagonizada por Greer Garson, Gregory Peck, Donald Crisp, Lionel Barrymore, Preston Foster, Marsha Hunt, Gladys Cooper, Reginald Owen, Dan Duryea y Jessica Tandy, fue nominada a los premios de la Academia a la mejor actriz principal (Greer Garson) y a la mejor banda sonora.
My Brother's Keeper (1954) estuvo a punto de producirse para el cine pero nunca llegó a término. 

## Radio
En 1973, fue locutora de radio en el Metropolitan Opera. Durante los años '40 participó en varios programas de radio, interviniendo con Alexander Woollcott y Rex Stout en el programa The People's Platform.
Murió a la edad de 92. 
Tiene una placa conmemorativa en Golden Lane, Praga.

## Obras
- Mozart, a biography (Nueva Yokr: Scribner, 1932)
- Of Lena Geyer, a novel (Nueva York: Scribner, 1936)
- The Valley of Decision, a novel (Nueva York: Scribner, 1942)
- East Side, West Side, a novel (Nueva York: Scribner, 1947)
- My Brother's Keeper, a novel (Nueva York: Scribner, 1954)
- Garibaldi: Father of Modern Italy, a juvenile biography (Nueva York: Random House, 1956)
- The Constant Image, a novel (Nueva York: Scribner, 1960)
- Too Strong for Fantasy, an autobiography (Nueva York: Scribner, 1967)
- Jan Masaryk: Posledni Portret, a memoir (Checoslovaquia: 1990)